# Amália Barros
Amália Scudeler de Barros Santos (Mogi Mirim, 22 de março de 1985 – São Paulo, 12 de maio de 2024) foi uma jornalista, ativista, e política brasileira. Filiada ao Partido Liberal (PL), exerceu o mandato de deputada federal por Mato Grosso de 2023 a 2024. Foi uma das principais precursoras da Lei Federal 14.126/2021, que reconhece a visão monocular como deficiência sensorial e inclui a prótese ocular no catálogo de próteses oferecidas pela rede pública, sancionada em 23 de março de 2021.
Amália também era sobrinha de Milionário, da dupla Milionário e José Rico, tendo trabalhado como assessora dos cantores e narrado shows de rodeio em Jaguariúna.

## Biografia
Amália Barros nasceu em Mogi Mirim, filha de Maria Helena e Bino Barros. Formada em Jornalismo, começou sua carreira na área como produtora de televisão no Grupo Bandeirantes.
Aos 20 anos, enfrentou a perda da visão do olho esquerdo devido a complicações causadas por toxoplasmose. Após diversas tentativas cirúrgicas sem sucesso para restaurar sua visão, e problemas adicionais em decorrência dos tratamentos, optou pela remoção do olho e pela adoção de uma prótese ocular.
Ao perceber a falta de reconhecimento governamental da visão monocular como deficiência e as dificuldades de acesso a próteses oculares pelo Sistema Único de Saúde (SUS), ela iniciou campanhas nas redes sociais para doar próteses a pessoas sem recursos financeiros, bem como procurou apoio político em Brasília para promover o reconhecimento dessa condição. Um dos primeiros políticos que Amália abordou na capital foi o senador Rogério Carvalho, que também é monocular.
Em 2021, publicou o livro: Se Enxerga!: Transforme desafios em grandes oportunidades para você e outras pessoas, detalhando sua jornada desde a perda da visão e seu ativismo pela representatividade das pessoas monoculares no Brasil. No mesmo ano, criou o Instituto Amália Barros (atualmente, Instituto Nacional da Pessoa com Visão Monocular) com o propósito de fornecer apoio e próteses oculares através de doações a pacientes que carecem recursos financeiros.
Amália Barros iniciou sua carreira política em 2022 ao se candidatar ao cargo de deputada federal e buscar o apoio de Michelle Bolsonaro para representar o estado de Mato Grosso, sendo eleita com 70.294 votos. Durante seu mandato na Câmara dos Deputados, propôs iniciativas legislativas voltadas para a inclusão e o bem-estar das pessoas com deficiência, incluindo projetos de lei, e emendas constitucionais. Entre suas participações, estavam a implementação de suporte especializado para alunos com deficiência nas escolas, e a criação do Dia Nacional de Conscientização da Fibrodisplasia Ossificante Progressiva (FOP).

## Morte
Amália Barros faleceu no dia 12 de maio de 2024, aos 39 anos em função de complicações pós-cirúrgicas. Ela estava internada desde o dia 1º de maio, quando foi hospitalizada em São Paulo para fazer uma cirurgia para a retirada de um nódulo benigno no pâncreas. Seu cargo pelo Partido Liberal foi substituído por Nelson Barbudo.
Em julho de 2024, Thiago Boava, viúvo de Amália, divulgou pelas redes sociais ao lado de Otaviano Pivetta, a construção de uma sede física do Instituto Nacional da Pessoa com Visão Monocular em Cuiabá, com a prevista participação de clínicas credenciadas em outros estados.

## Desempenho eleitoral
| Ano  | Eleição                 | Partido | Cargo            | Votos  | %     | Resultado | Ref    |
| ---- | ----------------------- | ------- | ---------------- | ------ | ----- | --------- | ------ |
| 2022 | Estadual do Mato Grosso | PL      | Deputada Federal | 70.294 | 4,06% | Eleita    | [ 15 ] |